# Tigrislombjáró
A tigrislombjáró (Setophaga tigrina)  a madarak osztályának verébalakúak (Passeriformes) rendjébe és az újvilági poszátafélék (Parulidae) családjába tartozó faj.

## Rendszerezése
A fajt Johann Friedrich Gmelin német természettudós írta le 1789-ben, a Motacilla nembe Motacilla tigrina néven. Sokáig a Dendroica nembe sorolták Dendroica tigrina néven.

## Előfordulása
Észak-Amerikában, Kanada és az Amerikai Egyesült Államok területein fészkel. Telelni délre vonul, eljut Mexikó, Costa Rica, Guatemala, Honduras, Nicaragua, Panama, Salvador, Anguilla, Antigua és Barbuda, Aruba, a Bahama-szigetek, Barbados, Belize, Bermuda, Bonaire, Sint Eustatius, Saba, a Kajmán-szigetek, Kolumbia, Kuba, Curaçao, a Dominikai Közösség, a Dominikai Köztársaság, Grenada, Guadeloupe, Haiti, Jamaica, Martinique, Montserrat, Puerto Rico, Sint Maarten, Saint Kitts és Nevis, Saint Lucia, Saint-Martin, Saint-Pierre és Miquelon, a Saint Vincent és a Grenadine-szigetek, Trinidad és Tobago, a Turks- és Caicos-szigetek,  Venezuela, az Amerikai Virgin-szigetek, a Brit Virgin-szigetek és az Egyesült Királyság területére is. Természetes élőhelyei a tűlevelűk erdők, télen az esőerdőkbe is eljut.

## Megjelenése
Testhossza 13 centiméter, testtömege 9-12 gramm.
|  |  |

## Életmódja
Nyáron rovarokkal és más ízeltlábúakkal táplálkozik, télen bogyókat és nektárt fogyaszt.

## Természetvédelmi helyzete
Az elterjedési területe rendkívül nagy, egyedszáma pedig stabil. A Természetvédelmi Világszövetség Vörös listáján nem fenyegetett fajként szerepel.